# British Rail
British Railways (BR) – Britské státní dráhy, později nazývané jen British Rail, byl státem vlastněný provozovatel železniční dopravy a majitel veškeré k tomu potřebné infrastruktury od znárodňování roku 1948 velké čtyřky – čtyř největších britských železničních společností v soukromých rukách do privatizace prováděné od roku 1994.
Období znárodňování nastolilo zásadní změny v železniční síti: parní trakci nahradila dieselová a elektrická, hlavním objektem zájmu přestala být nákladní doprava a železniční síť značně prořídla.

## Historie
Železniční síť Velké Británie byla vytvářena v 19. století. Slučováním vznikly v roce 1923 čtyři místně dominantní soukromé společnosti ( London, Midland and Scottish Railway (LMS), Great Western Railway (GWR), London and North Eastern Railway (LNER) a Southern Railway (SR)).
Ziskovost drah se propadla během světové hospodářské krize ve třicátých letech, kapitál společností pokrýval provoz a údržba se odkládala. To předznamenalo slabou připravenost sítě před druhou světovou válkou. Během války se železnice dostaly pod nucenou státní správu jako životně nutná část válečné ekonomiky. Dráhy byly v bombardované Británii těžce postiženy a nutně potřebovaly kapitál pro investice a údržbu v rámci válkou zmítané ekonomiky. S poklesem průmyslové výroby po válce, prošly propadem i železniční přepravy.

### 1948:Znárodňování
Nový zákon o dopravě z roku 1947 vytvořil předpoklady pro znárodňování sítě, jako součást trendu znárodňování veřejných služeb vlády Clementa Attlea. Společnost Britské železnice začala fungovat pod tímto názvem z rozhodnutí britské dopravní komise od 1. ledna 1948, když převzala majetek tzv. velké čtyřky – čtyř největších britských soukromých drah.
Malý počet samostatných úzkokolejných a průmyslových drah, Metro v Londýně, Metro v Glasgow, Liverpool Overhead Railway a tramvajové provozy nebyly do sítě British rail zahrnuty. Společnost Northern Counties Committee vlastněná LMS byla prodána vládě Severního Irska a spravována státní společností Ulster Transport Authority.
Nový systém do šesti správních oblastí:
- Eastern Region (ER) — jižní tratě společnosti LNER.
- North Eastern Region (NER) — severní tratě společnosti LNER v Anglii a veškeré tratě bývalé LMS východně od Skiptonu.
- London Midland Region (LMR) — tratě společnosti LMS v Anglii a Walesu a většina tratí bývalé LNER západně od Skiptonu.
- Scottish Region (ScR) — dráhy společností LMS a LNER Skotsko.
- Southern Region (SR) — tratě společnosti SR.
- Western Region (WR) — tratě společnosti GWR.

Tato oblastní správní území do značné míry vycházela z území ovládaných bývalými soukromými společnostmi a u BR se udržela do osmdesátých let. V padesátých letech se hranicemi několikrát hýbalo, pro lepší fungování v rámci celostátní společnosti. Severovýchodní oblast byla v šedesátých letech sloučena s východní.

### 1948–1955: První léta
Prvotní prioritou byla oprava válečných poškození a zbavení se odkládané údržby.
Obnovily se práce na některých válkou přerušených investičních akcích (např. elektrifikace trati Manchester-Sheffield-Wath přes Woodhead a elektrifikace příměstské Great Eastern). Nové regionální správy BR zdědily velký objem organizací a základen po velké čtyřce a pokračovat v řadě případů v souběžných činnostech bylo neúčelné. Dědictvím velké čtyřky byly také značné rozdíly v užitých technických parametrech. Lokomotivy i vozy byly podudržované. Jen v oblasti jižního Londýna byla nezanedbatelná část vlaků vedena elektrickou trakcí, všude jinak vládla parní trakce.
Provozování mnoha typů vozidel rozdílných parametrů vedlo roku 1951 ke schválení nových standardů pro veškerá nová vozidla. Současně se unifikovaly i ostatní technické požadavky napříč celou BR.

### 1955–1963: Plán modernizace
Britská železniční síť pravděpodobně šla do druhé světové války technologicky zaostalejší než její soukmenovci v jiných zemích. V letech po válce se začalo opět projevovat nabrané zpoždění v technické úrovni drah. Země jako Japonsko, Spojené státy americké, Itálie, Německo, Francie nebo i Československo investovaly do dieselové trakce a elektrifikace už před válkou a po válce v ní pokračovaly. Británie nikoli a její síť degenerovala pomalým tempem oprav. Plán modernizace přišel pozdě, ale přece.
Modernizační plán z roku 1955, připravený britskou dopravní komisí předpokládal náklady ve výši 1,240 milionů liber během 15 let. Investice měly zvýšit rychlost, efektivitu, bezpečnost a kapacitu tratí přes sérii opatření zatraktivňující osobní i nákladní dopravu. Tedy udržení si přeprav, které se začaly přesouvat na silnici. Důležitými prvky bylo:
- Elektrifikace hlavních tratí, v oblasti východní správy, Kentu, Birminghamu a centrálním Skotsku;
- Masivní náhrada parní trakce motorovou a elektrickou;
- Obnova osobního i nákladního vozového parku;
- Výměna zabezpečovacího zařízení a údržba železničního spodku a svršku.

Vládní bílá listina sepsaná roku 1956, začala s modernizací, která měla eliminovat ztráty BR do roku 1962.
V té době byly zrušeny některé právní závazky BR jakožto státního dopravce, speciálně v požadavku, že nakládka zboží musí být nabízena v každé stanici. Opatřením byla zamýšlena úspora zaměstnanců, infrastruktury a redukce počtu pomalých manipulačních vlaků snižujících propustnost trati. Omezení počtu nakládacích míst vedlo k přesunu přeprav na kratší vzdálenosti na silnice.
Bohužel modernizační plán vzal za své zejména kvůli nastupující masové automobilizaci, která začínala být schopna přebírat železniční přepravy. Následkem toho se mnoho peněz promrhalo v nákladných stavbách, jako jsou nová seřaďovací nádraží, která brzo přišla o vlakotvorbu a byla opuštěna. Peníze také spolykala kvapná koupě nových typů motorových lokomotiv bez patřičného testování prototypů, několik typových řad bylo pro poruchovost a nehospodárnost sešrotováno několik let od dodání. Selhávající modernizační plán vedl k nedůvěře v efektivitu investic Britských drah od ministerstva financí, které bylo v patách BR od jeho založení.
Některé trati byly během padesátých let uzavírány podle vzorce k omezení očividných souběhů drah, vzniklých existencí konkurujících si soukromých společností. Například většina tratí bývalé společnosti Midland and Great Northern Joint Railway ve východní Anglii byla uzavřena v roce 1959. Dálkové osobní vlaky na bývalé Great Central Railway skončily roku 1960. Jednalo se však jen o předehru k následujícímu desetiletí.
Dopravní dokument z roku 1962 změnil statut Britských drah z popudu britské dopravní komise na nezávislou veřejnou společnost.

### 1963–1968:Beechingova reformaosekávání a konec parní trakce
Roku 1963, ředitel Britských drah Dr. Richard Beeching zveřejnil reformu Britských železnic (The Re-shaping of British Railways), volající po velké racionalizaci sítě. Řada venkovských drah byla následkem vzmáhajícího se automobilizmu. Beechingova reforma dala zrušit mnohé odbočné a některé dálkové tratě. Roku 1965 Richard Beeching představil svou další reformu, nikdy nerealizovanou. I tak v tomto období přišly Britské dráhy o třetinu délky svých tratí.
Koncem padesátých let a celá šedesátá probíhalo rušení flotily parních lokomotiv. V první vlně přišlo do šrotu množství typů strojů z období před znárodněním. BR koupily poslední parní lokomotivu ve Swindonu roku 1960. Vyřazování novějších parních strojů začalo s počátkem let šedesátých, přestože se jednalo o lokomotivy mladší deseti let. Lepší parametry a nižší provozní náklady nových motorových lokomotiv a motorových vozů, spolu s propadem počtu provozovaných tratí probíhající Beechingovou reformou, dovolili BR hromadné likvidace lokomotiv i vagonů. Většina vozů z dob soukromých společností byla stažena do konce šedesátých let. Poslední baštou parního provozu se stala severozápadní Anglie do srpna 1968. Jedinou výjimkou byla úzkorozchodná dráha Vale of Rheidol Railway u Aberystwyth ve Walesu, parní provoz trval až do prodeje trati v roce 1989.
Mezi lety 1958 a 1974 probíhala elektrifikace trati West Coast Main Line napájecí soustavou 25 kV 50 Hz v troleji, toto bylo vybráno za standard pro tratě na sever od Londýna. Elektrifikovány byly také příměstské tratě v okolí Londýna a Glasgow. Na jižním pobřeží pokračovaly práce na rozšíření předválečného systému napájení 750 V stejnosměrných třetí kolejnicí. Nicméně elektrifikace v Británii nikdy nedosáhla úrovně pokrytí evropských železničních sítí.

### 1969–1979: British Rail

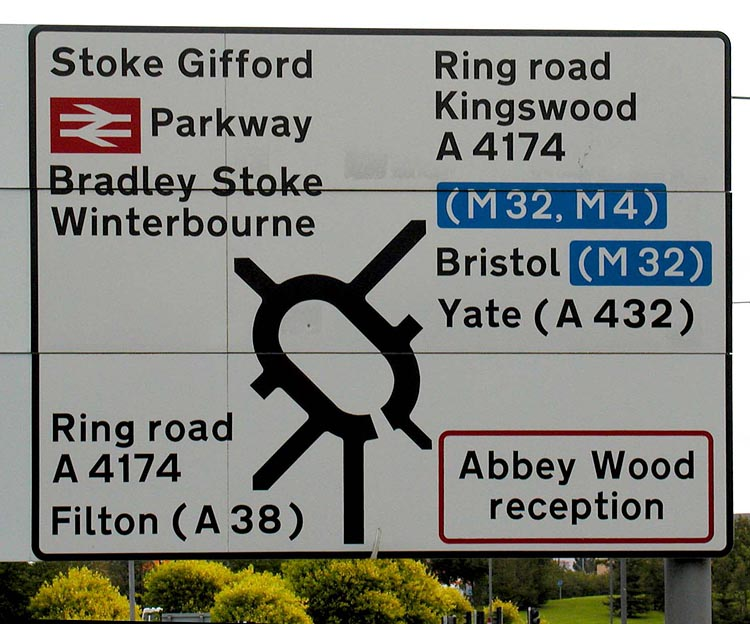
Logo Britských drah se dobře zažilo a používá se nadále. Dnes jej běžně můžeme vídat na silničních ukazatelích místo nápisu „nádraží“

S vyřazením posledních parních lokomotiv, společnost zkrátila název na British Rail, současně bylo představeno nové logo dvou šípů, dnes užívané National Rail. Logo má představovat hospodářství jako celek (recesisté si ho vysvětlily jako „ostnatý drát “ nebo „šípy zmatku“). Též byl zaveden jednotný grafický styl informačních tabulí, vývěsek a piktogramů pro cestující. Nátěr lokomotiv a osobních vozů byl unifikován do „drážní modré“ barvy.
Roku 1973 byl představen a zaveden nový systém pro evidenční číslování hnacích vozidel TOPS. Osobní i nákladní vagony pokračovaly v stávajícím systému číslování. Z bezpečnostních důvodů byl v tomto období zaveden i žlutý nátěr čela lokomotiv a motorových jednotek.

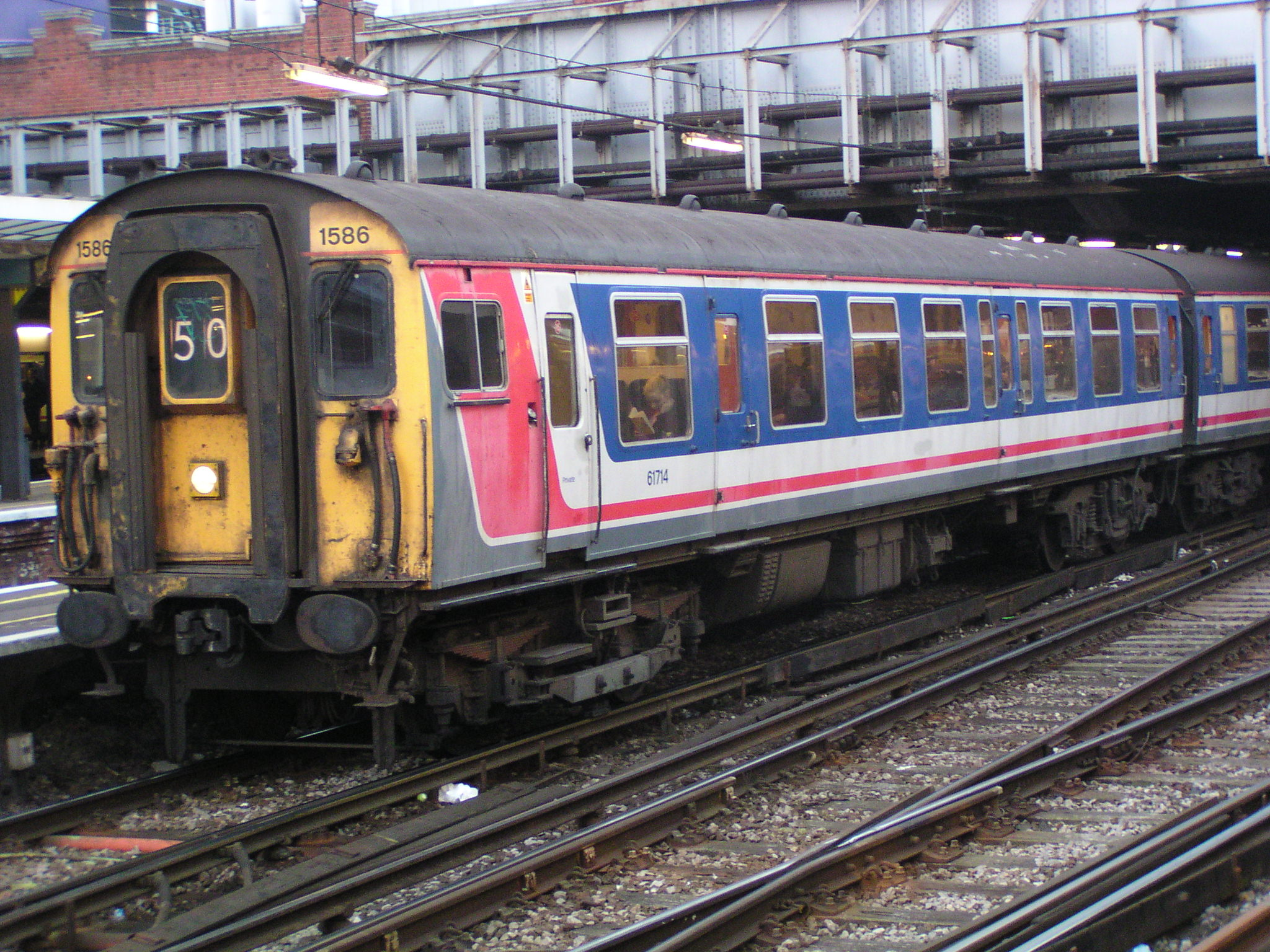
Sektorizace přinesla vícebarevné nátěry — barevné schéma Network SouthEast na jednotce Mk1

Pro vývoj vozidel byla z BR v roce 1970 vyčleněna nová společnost British Rail Engineering Limited (BREL).

### 1980–1994: Sektorizace
V osmdesátých letech, byly zrušeny oblastní správy a zavedeno nové rozdělení do pěti sektorů. Dálkové osobní vlaky zajišťovala divize InterCity, příměstskou dopravu v Londýně a na jihovýchodě Network SouthEast a Regional Railways osobní vlaky ve zbytku sítě. Trainload Freight patřily ucelené vlaky, Railfreight Distribution přeprava jednotlivých nákladních vozů, Freightliner intermodální (kontejnery) a Rail Express Systems kusové zásilky. Údržbu vozidel převzala nová společnost British Rail Maintenance Limited (BRML). Skončilo tzv. období modré, postupně si každý z odborů zavedl své barevné schéma pro vozidla. Infrastruktura zůstala pod regionální správou, ale počínaje rokem 1991 byla pod názvem Organisation for Quality také přeměněna v divizi.
Současně se sektorizací BR realizovaly svoje poslední investice v infrastruktuře: v letech 1987 – 1990 elektrifikace East Coast Main Line a otevření městské trati Thameslink spojující severní a jižní síť Londýna v roce 1988. Trať Chiltern Main Line prošla rozšířením a modernizací v náhradní trasu mezi Londýnem a Birminghamem. V oblasti zabezpečovacího zařízení probíhal vývoj vlakového zabezpečovače Automatic Train Protection, jehož předchůdcem byl Train Protection & Warning System. Nicméně blížící se privatizace rozšíření přibrzdila.

### 1994–1997:Privatizace

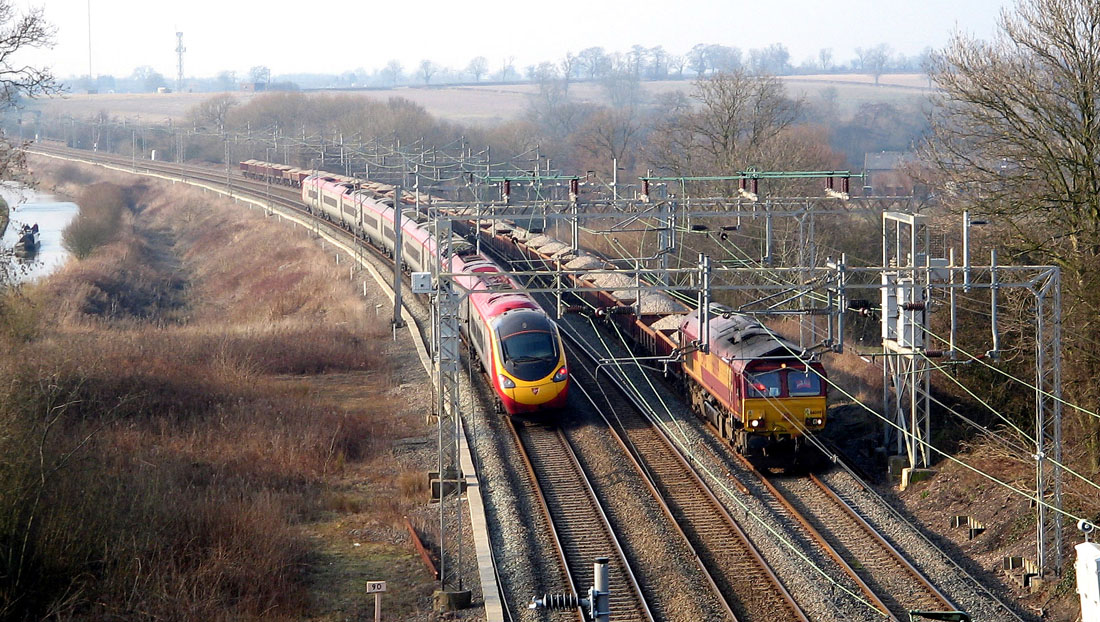
Obrázek zprivatizovaných železnic. Pendolino dopravce Virgin Trains míjí nákladní vlak společnosti EWS na trati West Coast Main Line v hrabství Warwickshire

Vláda Johna Majora se na doporučení Adam Smith Institute v roce 1993 rozhodla pro rozdělení BR a její privatizaci. Naplňovala se tak strategie privatizace státních podniků Margaret Thatcherové. Nepopulární konzervativistická vláda čelila vítězství labouristů ve volbách v květnu 1997, přesto se privatizaci podařilo dokončit do listopadu téhož roku.
Bylo zvažováno několik možných způsobů privatizace. Uskutečnila se varianta, kdy tratě, vlaky a provoz infrastruktury provozují různé společnosti založené pod existujícími BR a jsou postupně pronajímány soukromým zájemcům. Osobní dopravu zajišťuje přibližně deset firem v přibližně dvaceti společnostech, často formou Frenčízingu. Pro spravování a uznávání jízdenek a podílů tržeb z osobní dopravy mezi jednotlivé dopravce byla založena organizace Association of Train Operating Companies (ATOC). Obdobným rozdělením prošla přeprava nákladní, největším dopravcem je nyní EWS. Railtrack je monopolním správcem infrastruktury a je obchodován na londýnské burze. Jako nezávislý vládní kontrolní a poradní orgán byl vytvořen Shadow Strategic Rail Authority (Stínový železniční úřad). BR zůstalo jen minimum funkcí.

### 1998–2000: Dozvuky a shrnutí
Ministerský výnos z roku 2000 zrušil společnost British Railways a rozčlenil zbývající činnosti. Jedná se o Britskou železniční policii a BRB Ltd. – nástupce správy nemovitostí BR, ohledně nakládání se zbývajícími pozemky, budovami a finančními závazky přebytečnými pro nezbytný provoz. To je posledním závazkem ministerstva dopravy.
Na proběhlou privatizaci jsou různé názory. Dlouhotrvající nárůst přepravených osob se ještě navýšil, ale je vyvážen trvalým zdražováním jízdného. Veřejné rozpočty v roce 2006 zaplatily provozní dotace ve trojnásobné výši než dostávaly BR. Objem nákladní dopravy také vzrostl.
Otázkou však je, jestli byl růst cestujících a přepraveného zboží způsoben právě privatizací, nebo všeobecným zájmem o kolejovou dopravu a přeplněnými silnicemi. Některé studie ukazují, že podobný růst cestujících počal už s koncem osmdesátých let, současně s růstem ekonomiky, pouze se zpomalil recesí v počátku devadesátých let. Nicméně počet cestujících se vrátil na úroveň padesátých let.

### Suspendování 2020 a Great British Railways
Drtivý pokles v osobní přepravě během roku 2020 způsobený opatřeními při pandemii covidu-19 vedl k omezování služeb a dostal prakticky všechny soukromé společnosti do finančních problémů. Vláda suspendovala od března všechny frančízové smlouvy nejprve na 6 měsíců a pak na dalších 18 měsíců, takže dotyčné společnosti nedošly až ke krachu. Stát jim nadále vyplácel 2% správního poplatku z předchozího obratu a převzal všechny příjmy i náklady, takže došlo k faktickému znovuzestátnění. Podle zprávy Williams-Shapps přijala vláda rozhodnutí založit veřejnoprávní korporaci Great British Railways. GBR má od roku 2023 nejen převzít správu infrastruktury od Network Rail, ale také centralizovat výzkum a rozvoj železniční dopravy pro zvýšení atraktivity a komfortu pro cestující, sjednotit vzhled souprav, jízdní řády a výběr jízdného. Především bude centrálně řídit koncesní smlouvy s osobními dopravci, které nahradí zkrachovalý systém frančíz.

## Síť
Síť hlavních tratí West Coast Main Line, East Coast Main Line, Great Western Main Line a Midland Main Line, se od privatizace nezměnila, trendem však je znovuotevírání odbočných tratí.
Železniční infrastrukturu spravovala od roku 1994 akciová společnost Railtrack, jako sdružení soukromých společností. Po železničních neštěstích v Southall (1997), Landbroke Grove (1999) a finálně v Hatfieldu (2000), stále sílil tlak na lepší fungování ze strany veřejnosti i regulátora, který opakovaně konstatoval nedostatky ve správě společnosti i tratí. Akcie společnosti na londýnské burze padaly a v roce 2001 se společnost dostala do ztráty kvůli rostoucím nákladům na modernizaci hlavní tratě West Coast Line a kompenzacím za újmy při železničních neštěstích. Krachující společnost převzala státem vytvořená Network Rail Limited v roce 2002.